# スムーズ・クリミナル
「スムーズ・クリミナル」 (原題:Smooth Criminal) は、マイケル・ジャクソンの楽曲。アルバム『バッド』に収録され、アルバムから第7弾シングルとして発売。

## 概要
2008年、『キング・オブ・ポップ』のために行われた人気投票では第3位とマイケルの曲の中でもかなりの人気曲である。
当初は"Chicago 1945"という名前で制作されていたが、後に"Al Capone"に発展。試行錯誤を重ねて"Smooth Criminal"が完成したとされていたが、"Chicago 1945"のフルバージョンがリークされ、この曲と関係のない物であったことが判明した。
曲中「Annie, Are You OK?」(アニー、大丈夫かい？)というフレーズが連呼される。このアニーについて、ショートフィルム中で拐われるケイティのことではないかなどと様々な推測があったが、ドキュメンタリー映画『BAD25』でアニーは心肺蘇生訓練用のマネキンの名称であると明らかにされた。またマイケルは実際に訓練を受けている。

## ショートフィルム
ショートフィルムは映画『ムーンウォーカー』の中で公開。モチーフになったのは1930年代のクラブ。マイケルがフレッド・アステアのファンであることから、この曲のショートフィルムはアステア主演のミュージカル映画『バンド・ワゴン』の「ガールハント・バレー（Girl Hunt Ballet）」のダンスシーンにインスパイアされている。
ムーンウォークとともにマイケルのダンスの代名詞となる「ゼロ・グラヴィティ（Anti-Gravity Lean）」は、このフィルムにおいて初公開された。
同作の振付師ヴィンセント・パターソンによるとマイケルは自分に厳しく、鏡の前で練習を続け、休憩を促されると、「完璧になるまで続けたいんだ」と答え、4時間もの間休むことなく踊り続けたという。
映画から抜粋・編集した単独ショートフィルム（冒頭・結末の演出がやや異なる）はYouTube公式チャンネルで公開されている。
このミュージック・ビデオは2024年10月に10億回再生を達成。マイケルの曲として、「ビリー・ジーン」、「They don't care about us」、「今夜はビート・イット」、「スリラー」に次いで5作目である。
また、さらに短くしたショートバージョンもYoutubeに公開されており、そちらは1億回再生を超えている。
映像ソフトとしては『ヒストリー・オン・フィルム VOLUME II』と『マイケル・ジャクソン VISION』に収録されている。

## ライブパフォーマンス

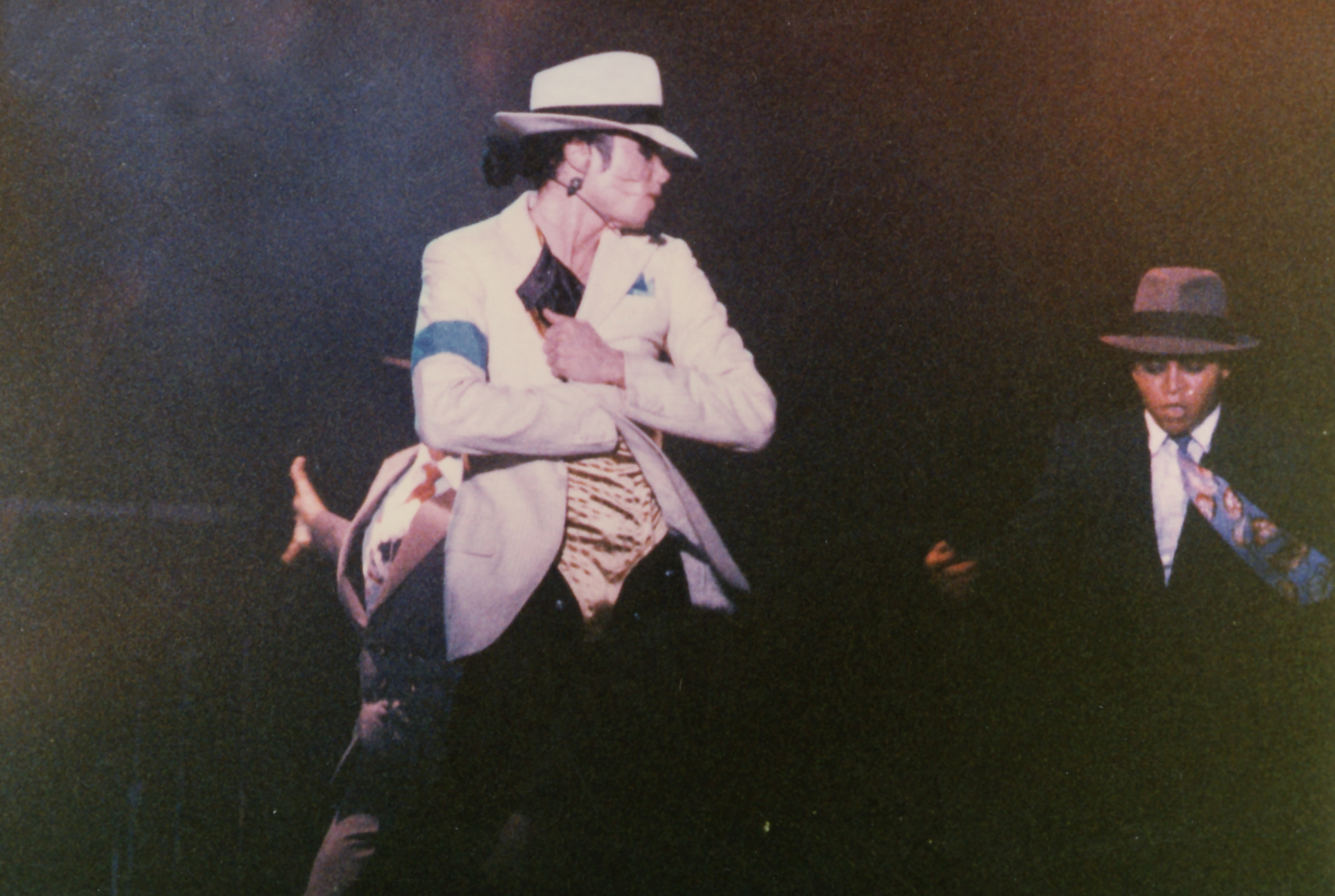
Dangerous World Tourでの「スムーズ・クリミナル」

全てのワールド・ツアーのセットリストに入っている。
ゼロ・グラヴィティを公演で再現するための技術は1993年に特許を取得。
マイケルの急死で幻となった「THIS IS IT」でも披露される予定で、スクリーンに流す為の新撮映像も撮影された。これらは映像ソフト『THIS IS IT』に収録。
「バッド・ワールド・ツアー」は『ライヴ・アット・ウェンブリー』、「デンジャラス・ワールド・ツアー」は『ライヴ・イン・ブカレスト』としてそれぞれ映像ソフトで販売されている。

## チャート

### 週間チャート
| チャート (1988–1989年)                                                    | 最高位 |
| ------------------------------------------------------------------------- | ------ |
| オーストラリア (ARIA)                                                     | 29     |
| オーストリア (Ö3 Austria Top 40)                                          | 17     |
| ベルギー (Ultratop 50 Flanders)                                           | 1      |
| デンマーク (IFPI)                                                         | 5      |
| ヨーロッパ (Eurochart Hot 100)                                            | 5      |
| フィンランド (スオメン・ヴィラリネン・リスタ)                             | 1      |
| フランス (SNEP)                                                           | 4      |
| アイスランド (Íslenski Listinn Topp 10)                                   | 1      |
| アイルランド (IRMA)                                                       | 4      |
| イタリア (Musica e dischi)                                                | 10     |
| オランダ (Dutch Top 40)                                                   | 1      |
| オランダ (Single Top 100)                                                 | 1      |
| ニュージーランド (Recorded Music NZ)                                      | 29     |
| スペイン (AFYVE)                                                          | 1      |
| スイス (Schweizer Hitparade)                                              | 5      |
| イギリス (OCC)                                                            | 8      |
| 全米 Billboard Hot 100                                                    | 7      |
| 全米 ホット・ダンス・クラブ・プレイ (ビルボード)                          | 10     |
| 全米 ホット・ダンス・ミュージック/マキシ・シングル・セールス (ビルボード) | 13     |
| 全米 ホット・R&B/ヒップホップ・シングルス (ビルボード)                    | 2      |
| 全米 CHR/ポップ (Radio & Records)                                         | 8      |
| 西ドイツ (GfK Entertainment charts)                                       | 9      |

| チャート (2006年)         | 最高位 |
| ------------------------- | ------ |
| フランス (SNEP)           | 61     |
| アイルランド (IRMA)       | 14     |
| イタリア (FIMI)           | 6      |
| オランダ (Single Top 100) | 20     |
| スペイン (PROMUSICAE)     | 1      |
| イギリス (OCC)            | 19     |

| チャート (2009年)                           | 最高位 |
| ------------------------------------------- | ------ |
| オーストラリア (ARIA)                       | 16     |
| オーストリア (Ö3 Austria Top 40)            | 30     |
| カナダ (Hot Canadian Digital Singles)       | 22     |
| デンマーク (Tracklisten)                    | 28     |
| ヨーロッパ (Eurochart Hot 100 Singles)      | 20     |
| フランス (SNEP) Download Chart              | 10     |
| イタリア (FIMI)                             | 17     |
| オランダ (Single Top 100)                   | 22     |
| ニュージーランド (Recorded Music NZ)        | 37     |
| スペイン (PROMUSICAE)                       | 33     |
| スウェーデン (Sverigetopplistan)            | 12     |
| スイス (Schweizer Hitparade)                | 12     |
| イギリス (OCC)                              | 13     |
| イギリス ダウンロード (CC)                  | 13     |
| 全米 ホット・デジタル・ソングス (Billboard) | 12     |

| チャート (2016年)                   | 最高位 |
| ----------------------------------- | ------ |
| ポーランド (Polish Airplay Top 100) | 76     |

| チャート (1988年)            | 順位 |
| ---------------------------- | ---- |
| ベルギー (Ultratop Flanders) | 73   |
| オランダ (Dutch Top 40)      | 50   |
| オランダ (Single Top 100)    | 43   |
| イギリス (OCC)               | 79   |

| チャート (1989年)                                   | 順位 |
| --------------------------------------------------- | ---- |
| ベルギー (Ultratop Flanders)                        | 70   |
| 全米 Billboard Hot 100                              | 93   |
| 全米 ホット・R&B/ヒップホップ・ソングス (Billboard) | 58   |
| 西ドイツ (Official German Charts)                   | 57   |

## カバー
2CELLOS、エイリアンアントファーム、他多数のアーティストにカバーされている。

## 「空耳」に関するエピソード
テレビ朝日系列で放送されていたバラエティ番組『タモリ倶楽部』の「空耳アワー」のコーナーにおいて、歌詞の一部が日本語に聞こえるとして本曲が3度紹介されたことがある。紹介された楽曲内の箇所は、イントロ部分のマイケルのシャウトとスキャットが『パン 茶 宿直』（1994年3月11日放送）、1番のAメロ部分の「As he came into the window Was a sound of a crescendo」が『朝からちょっと運動 表参道 赤信号』（2009年10月2日放送）、同じく1番のAメロ部分の「She ran underneath the table He could see she was unable」が『柴又から堤防 イカ寿司 朝寝坊』（2012年1月13日放送）に聞こえるとするものである。
中でも『パン 茶 宿直』に関しては、同コーナーの最高評価である「ジャンパー」を獲得しているほか、1994年4月8日放送の『第3回空耳アワード』においてグランプリを受賞している。また、同コーナーの最終回となった2023年3月25日放送の『頑張ったけどスベったらゴメンね ALL新作空耳アワー』の回では、女優の松たか子が「自分も空耳を見つけたいなとか、見つけられるんじゃないかなってワクワクさせてくれた作品」であるとして同作を「マイベスト空耳」に挙げている。